# Вада, Каору
Каору Вада (яп. 和田 薫 Вада Каору, 5 мая, 1962) — японский композитор, аранжировщик, дирижёр, оркестровщик и пианист из города Симоносеки, префектура Ямагути. Учился в Токийском музыкальном училище. По большей части известен как композитор музыки для аниме. Стал известен в мире после написания музыки к таким работам, как «3x3 Eyes», «Battle Angel», «7 самураев» и завоевавшей мировую популярность «InuYasha». Также переложил для оркестра оригинальные саундтреки к «Kingdom Hearts» и «Kingdom Hearts II».
Вада — ученик известного композитора Акиры Ифукубэ, написавшего музыку к «Годзилле». Женат на сэйю Акико Накагаве, озвучивавшей Соту Хигураси в «InuYasha».

## Работы
Каору Вада написал музыку к следующим работам:
- 3x3 Eyes
- 3x3 Eyes Seima Densetsu
- Тамагочи
- Battle Angel (Алита)
- Casshern Sins
- D.Gray-man
- Dragon Quest Crest of Roto (фильм)
- Eiyuu Gaiden Mozaicka
- Spirit of the Sword
- Gegege no Kitaro
- Ghost Stories (также известный как Gakkou no Kaidan)
- Gilgamesh
- Сага о Харлоке: Кольцо Нибелунга
- Ijiwaru Baasan
- ТВ-сериалы и фильмы InuYasha
- Iron Leaguer
- Mushiking
- Kikaider
- Kindaichi Shounen no Jikenbo
- Kingdom Hearts*
- Kingdom Hearts: Chain of Memories*
- Kingdom Hearts II*
- Kishin Heidan (機神兵団)
- Knight of the Iron Dragon
- Madara
- Mars Daybreak
- Ninja Scroll
- Play Ball
- Princess Tutu
- Puppet Princess
- Второй сезон ТВ-сериала Record of Lodoss War
- Rerere no Tensai Bakabon
- Sakura Wars
- Samurai 7
- Silent Möbius (фильмы)
- Strange Dawn
- Tekkaman Blade
- The Cockpit
- Thunder Jet
- To Heart